# Lucy Bronze
Pour les articles homonymes, voir Bronze (homonymie).
Lucia Roberta « Lucy » Tough Bronze, née le 28 octobre 1991 à Berwick-upon-Tweed, est une footballeuse internationale anglaise, qui joue au poste d'arrière droit au Chelsea FC.

## Biographie

### En club
Le 8 octobre 2018, la joueuse est nommée parmi les quinze prétendantes au premier Ballon d'or féminin (elle se classera 6e).
Le 8 septembre 2020, elle quitte le club de l'Olympique lyonnais, après une nouvelle victoire en Ligue des Champions Féminine, pour s'engager avec Manchester City.
Le 18 juin 2022, Lucy Bronze s'engage au FC Barcelone jusqu'en 2024. Elle a déjà 7 titres à son actif en seulement 2 saisons.
Le 25 mai 2024, elle a gagné sa 5 ligues des champions et deuxièmes de suite en 2 ans avec le FC Barcelone.
Le 20 septembre 2024, lors du mercato estival, Lucy Bronze signe un contrat de deux ans avec le Chelsea FC.

### Collaboration
En 2024, la marque de vêtements féminins contemporains Aligne a choisi la Lionne Lucy Bronze comme première ambassadrice de la marque et visage pour le printemps-été 2024.

### Lucy en National Team

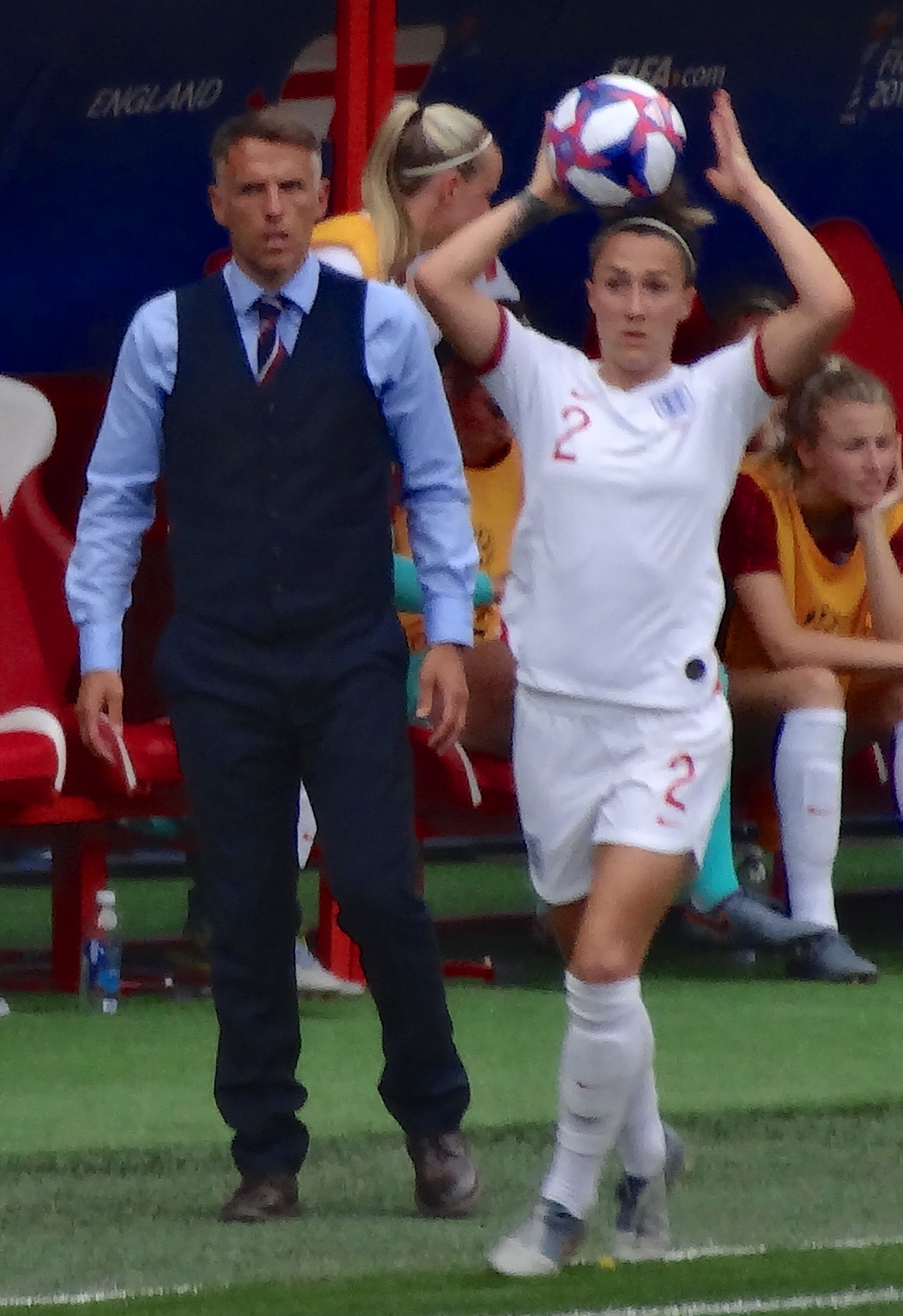
Phil Neville et Lucy Bronze durant le Mondial 2019.

Elle participe avec l'équipe d'Angleterre à l'Euro 2013, à la Coupe du monde 2015, puis à l'Euro 2017.
L'Angleterre se classe troisième de la Coupe du monde 2015, puis atteint les demi-finales du championnat d'Europe en 2017. Elle est retenue par son sélectionneur Phil Neville pour participer à la Coupe du Monde 2019 en France où elle marque un but.
Le 15 juin 2022, elle est sélectionnée par Sarina Wiegman pour disputer l'Euro 2022.

## Statistiques
| Saison                | Club                  | Championnat           | Championnat | Championnat | Coupe nationale | Coupe nationale | Coupe de la Ligue | Coupe de la Ligue | Compétition(s) continentale(s) | Compétition(s) continentale(s) | Compétition(s) continentale(s) | Total | Total |
| Saison                | Club                  | Division              | M.          | B.          | M.              | B.              | M.                | B.                | Comp.                          | M.                             | B.                             | M.    | B.    |
| 2010                  | Everton FC            | WSL                   | 4           | 2           | 0               | 0               | 0                 | 0                 | WCL                            | 4                              | 0                              | 8     | 2     |
| 2011                  | Everton FC            | WSL                   | 9           | 0           | 0               | 0               | 2                 | 0                 | WCL                            | 2                              | 0                              | 13    | 0     |
| 2012                  | Everton FC            | WSL                   | 11          | 1           | 0               | 0               | 2                 | 1                 | -                              | 0                              | 0                              | 13    | 2     |
| Sous-total            | Sous-total            | Sous-total            | 24          | 3           | 0               | 0               | 4                 | 1                 | -                              | 6                              | 0                              | 34    | 4     |
| 2013                  | Liverpool FC          | WSL                   | 14          | 1           | 0               | 0               | 4                 | 0                 | -                              | 0                              | 0                              | 18    | 1     |
| 2014                  | Liverpool FC          | WSL                   | 14          | 2           | 2               | 0               | 5                 | 0                 | WCL                            | 2                              | 0                              | 23    | 2     |
| Sous-total            | Sous-total            | Sous-total            | 28          | 3           | 2               | 0               | 9                 | 0                 | -                              | 2                              | 0                              | 41    | 3     |
| 2015                  | Manchester City       | WSL                   | 11          | 2           | 1               | 0               | 4                 | 0                 | -                              | -                              | -                              | 16    | 2     |
| 2016                  | Manchester City       | WSL                   | 16          | 2           | 3               | 0               | 4                 | 1                 | WCL                            | 4                              | 2                              | 27    | 5     |
| 2017                  | Manchester City       | WSL                   | 6           | 1           | 0               | 0               | -                 | -                 | WCL                            | 4                              | 1                              | 10    | 2     |
| Sous-total            | Sous-total            | Sous-total            | 33          | 5           | 4               | 0               | 8                 | 1                 | -                              | 8                              | 3                              | 53    | 9     |
| 2017-2018             | Olympique lyonnais    | D1                    | 19          | 2           | 4               | 0               | -                 | -                 | WCL                            | 8                              | 2                              | 31    | 4     |
| 2018-2019             | Olympique lyonnais    | D1                    | 16          | 1           | 4               | 0               | -                 | -                 | WCL                            | 9                              | 1                              | 29    | 2     |
| 2019-2020             | Olympique lyonnais    | D1                    | 15          | 0           | -               | -               | -                 | -                 | WCL                            | 6                              | 0                              | 21    | 0     |
| Sous-total            | Sous-total            | Sous-total            | 50          | 3           | 8               | 0               | -                 | -                 | -                              | 17                             | 3                              | 75    | 6     |
| Total sur la carrière | Total sur la carrière | Total sur la carrière | 135         | 14          | 14              | 0               | 21                | 2                 | -                              | 33                             | 6                              | 203   | 22    |

## Palmarès

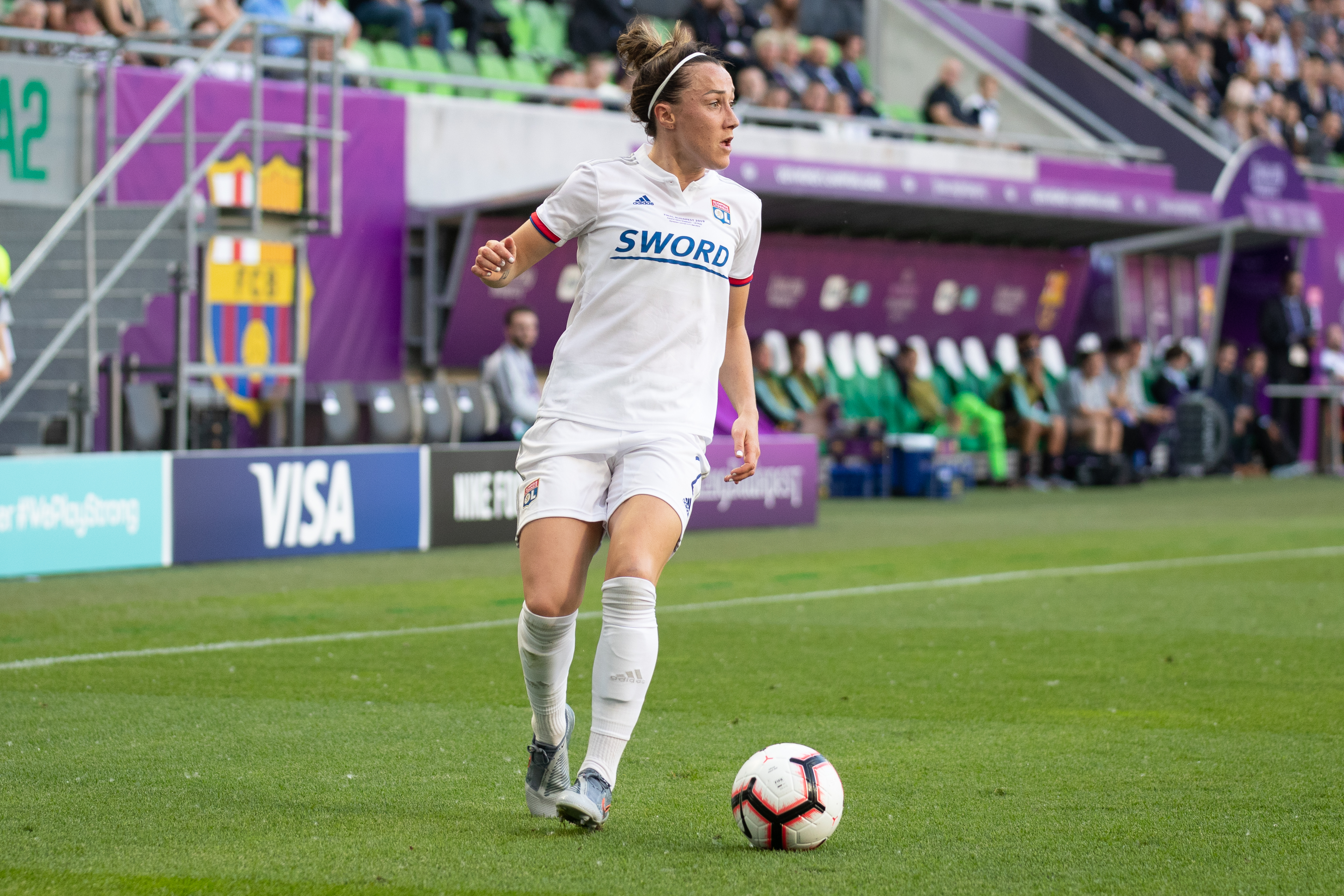
Lucy Bronze lors de la finale de la Ligue des champions le 18 mai 2019 à Budapest.

### En sélection
Équipe d'Angleterre :
- Troisième place à la Coupe du monde en 2015
- Vainqueur du Championnat d'Europe : 2022 et 2025
- Vainqueur de la Finalissima féminine : 2023
- Finaliste de la Coupe du monde : 2023

### En club
Liverpool FC :
- Championnat d'Angleterre (2) :
  - Championne : 2013, 2014

 Manchester City :
- Championnat d'Angleterre (1) :
  - Championne : 2016
- Coupe d'Angleterre (2) :
  - Vainqueur : 2017 et 2020
- Coupe de la Ligue (1) :
  - Vainqueur : 2016

 Olympique lyonnais :
- Championnat de France (3) :
  - Championne : 2018, 2019, 2020
- Coupe de France (2) :
  - Vainqueur : 2019 et 2020
  - Finaliste : 2018
- Trophée des championnes (1) :
  - Vainqueur : 2019
- Ligue des champions (3) :
  - Vainqueur : 2018, 2019 et 2020
- Trophée Veolia Féminin (1) :
  - Vainqueur : 2020

 FC Barcelone :
- Championnat d'Espagne (2) :
  - Championne : 2023
  - Championne : 2024
- Ligue des champions (2) :
  - Vainqueur : 2023
  - Vainqueur : 2024
- Supercoupe d'Espagne (2) :
  - 2022-2023
  - 2023-2024
- Coupe d'Espagne (1) :

- Championne : 2024
 Chelsea Ladies
- Championnat d'Angleterre (1) :
  - Championne : 2025
- Vainqueuse de la Coupe d'Angleterre en 2025

### Récompenses individuelles
- Membre de l'équipe type du WSL en 2013-14, 2014-15, 2015-16 et 2016-2017.
- 2014 - Joueuse de l'année 2014 en Angleterre.
- 2015 - Joueuse de l'année 2015 en Angleterre.
- 2017 - Nommée dans l'équipe type de la FIFA FIFPro Women's World11
- 2018 - Trophée BBC de la Meilleure joueuse de l'année
- 2019 - Ballon d'argent de la Coupe du monde féminine de football.
- 2019 - Nommée dans l'équipe type de la FIFA FIFPro Women's World11.
- 2019 - Prix UEFA de la meilleure joueuse d'Europe.
- 2019 - Finaliste du Ballon d'or
- 2020 - Lion d'Argent[8] (Cérémonie des Lions du sport).
- 2020 - Trophée BBC de la Meilleure joueuse de l'année[9]
- 2020 - The Best, Joueuse de la FIFA[10]
- 2020 - Nommée dans l'équipe type de la FIFA FIFPro Women's World11
- 2022 - Nommée dans l'équipe type de la FIFA FIFPro Women's World11